# (4199) Andreev
(4199) Andreev (1983 RX2) – planetoida z pasa głównego asteroid okrążająca Słońce w ciągu 3,85 lat w średniej odległości 2,46 j.a. Odkryta 1 września 1983 roku.